# Carpatolechia
Carpatolechia là một chi bướm đêm thuộc họ Gelechiidae.

## Hình ảnh

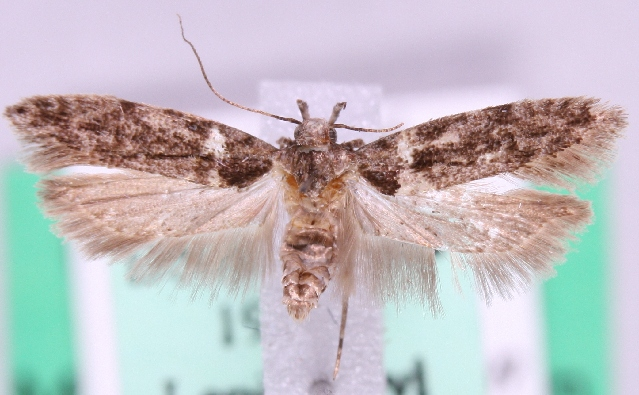
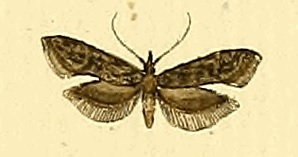